# Cursiva

Cursiva infantil D'Nealian (apodada "loop" o "monkey tail") del alfabeto latino

Tipográficamente, la letra cursiva, también llamada letra de carta, letra manuscrita o letra corrida (este último término más frecuente en el español de Hispanoamérica) aunque no toda la escritura manuscrita es en cursiva, es un estilo de escritura cuyas características más comunes son la inclinación de sus letras y, aunque no necesariamente, la concatenación de las mismas dentro de cada palabra. Este estilo permite escribir manualmente con una mayor velocidad.
Por extensión, se llama cursiva (también letras itálicas, que los tipógrafos llaman «bastardilla») a todo aquel tipo de letra que aparece inclinada hacia la derecha.[cita requerida]

## Etimología y paleografía

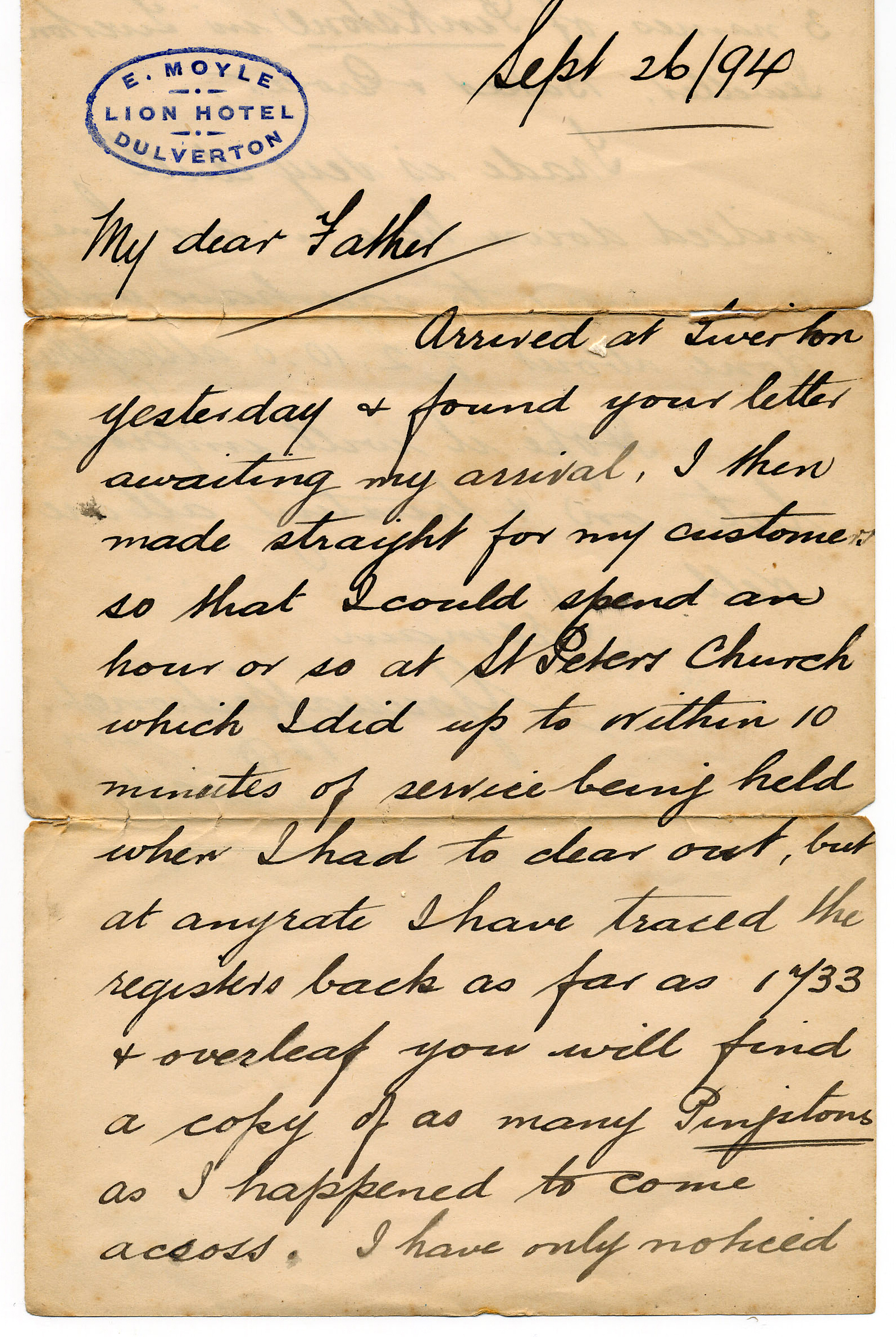
Ejemplo de cursiva inglesa en 1894

Lo cierto es que su origen y, por lo tanto, su definición está en la escritura a mano apresurada. De hecho, la palabra «cursiva» proviene del latín curro (curris, currere, cucurri, cursum), que significa ‘correr’, por ser el tipo de letra obtenida al escribir con cierta agilidad. De esta manera, existe una relación de reciprocidad entre las letras de tipo cursivo y la agilidad en su escritura; la escritura ágil «cursiviza» la grafía, y la letra cursiva agiliza la escritura.
Paleográficamente, las letras de tipo cursivo se oponen a las letras caligráficas,[cita requerida] redondas, o de imprenta, hechas, en teoría, con más detenimiento y más correctamente elaboradas. Sin embargo, eso no implica que la letra cursiva esté hecha de una manera descuidada o sea menos estética. De hecho, algunas de las letras más complejas y elaboradas son, precisamente, cursivas (como sucede en el caso de la cursiva normal).[cita requerida]

## Ejemplos

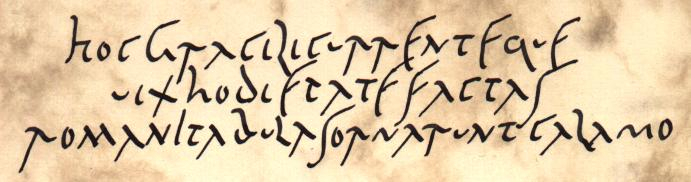
Latino antiguo: Escritura cursiva
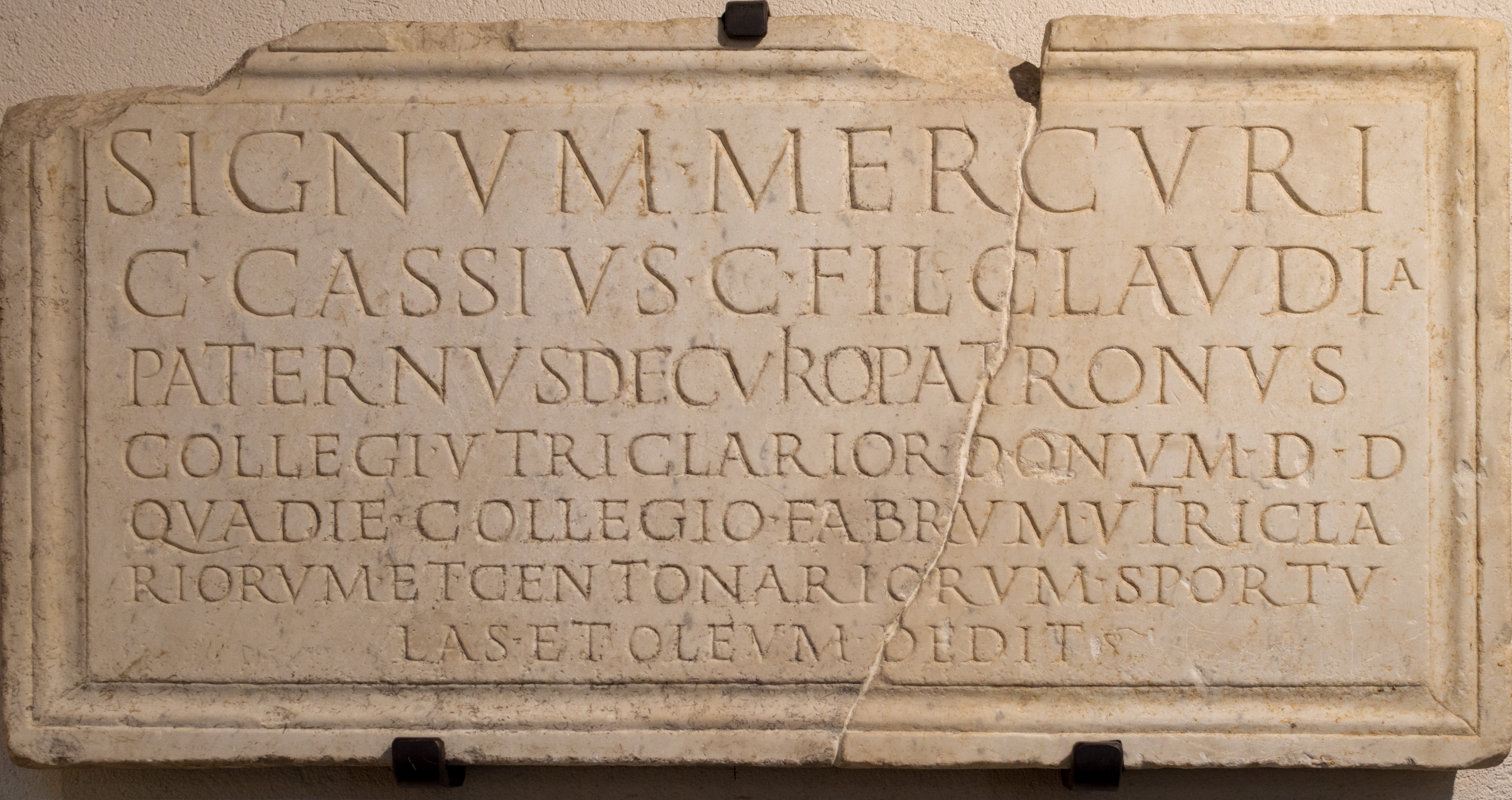
Latino antiguo: Escritura monumental
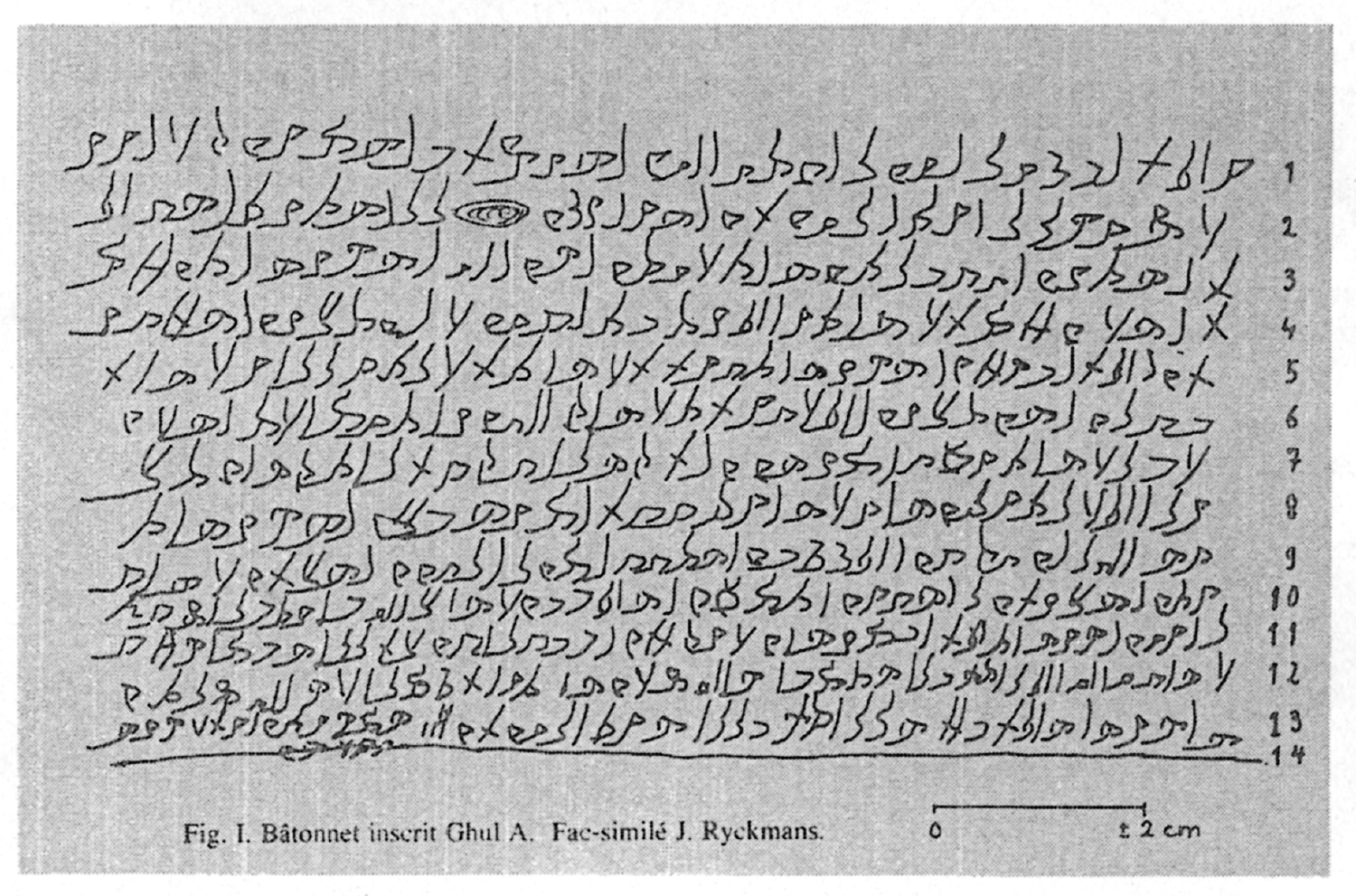
Sudarábico: Escritura cursiva
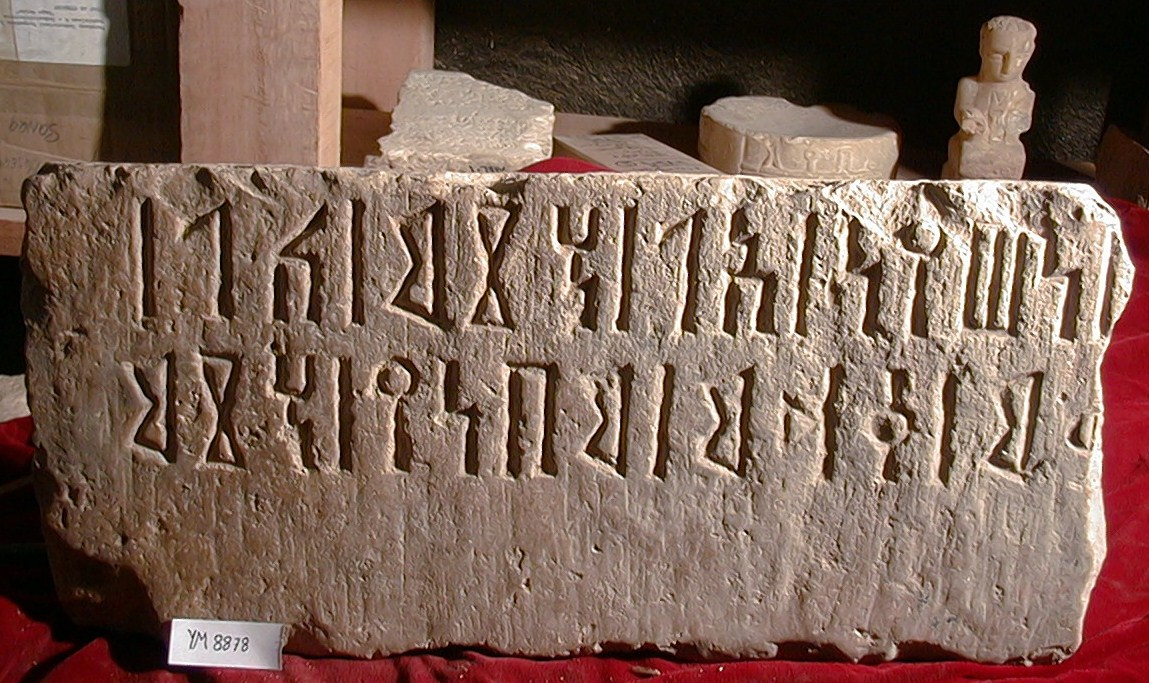
Sudarábico: Escritura monumental
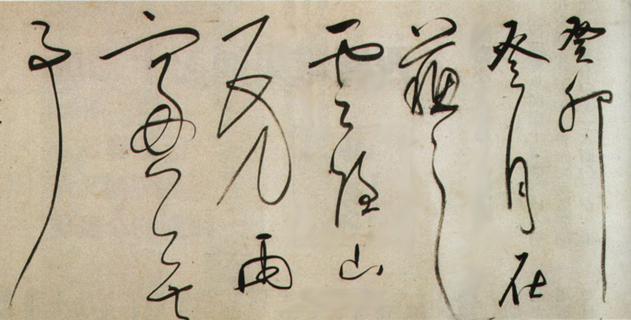
Chino: Escritura cursiva
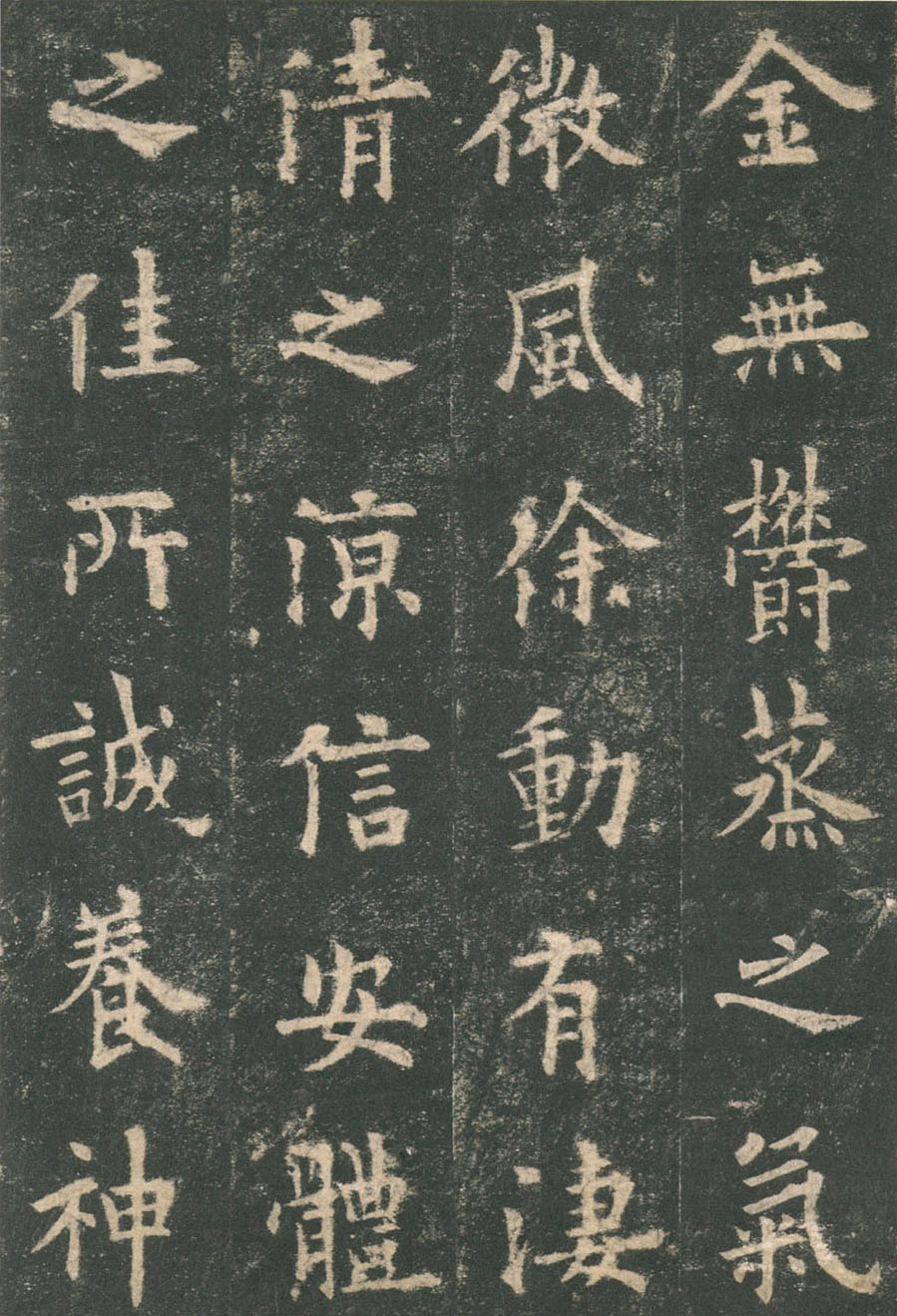
Chino: Escritura monumental
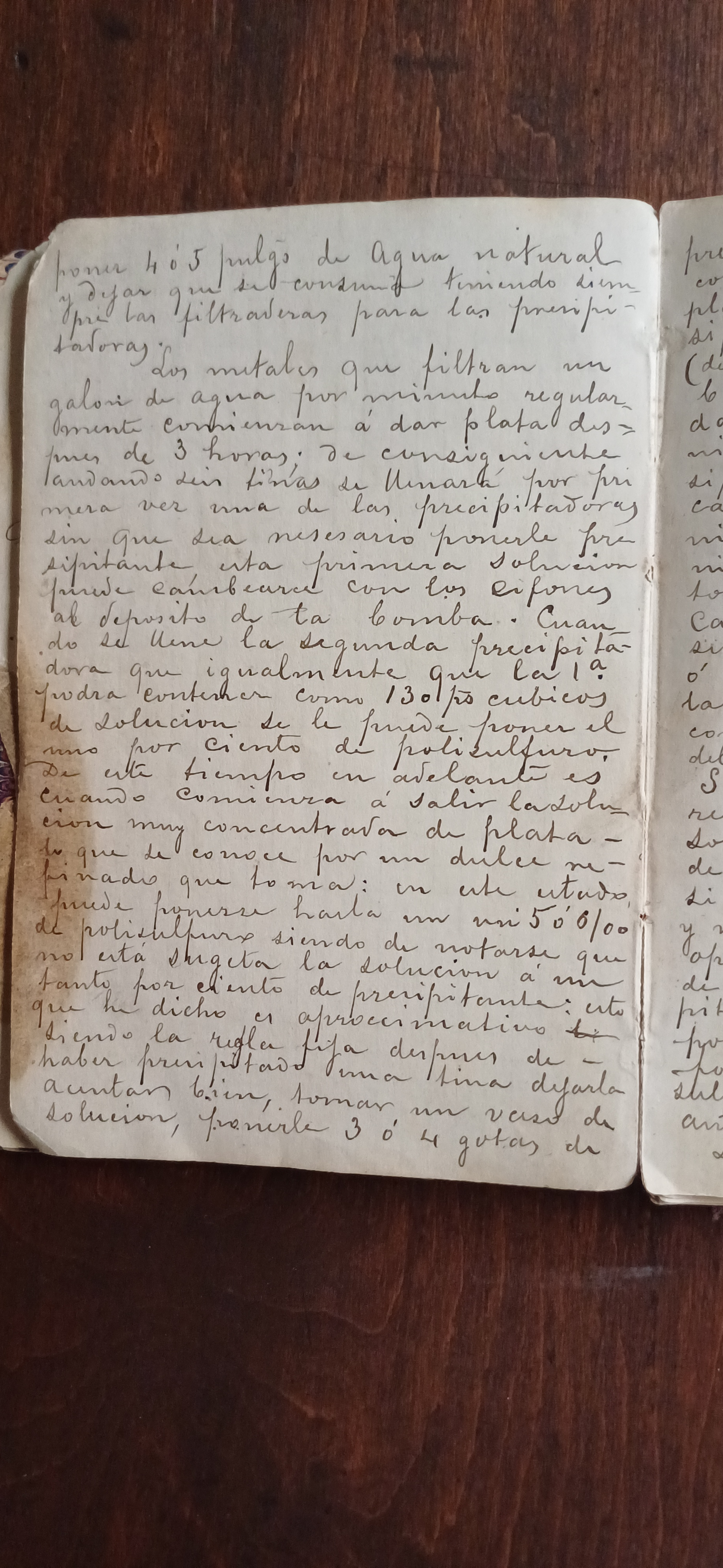
Escritura en español de 1846, en un cuaderno de notas de minería del estado de Hidalgo, México.